# Hirathi
Hirathi és un jaciment arqueològic de la governació d'Ibb, al Iemen, a la comarca del Djabal Hadjdjadj a l'oest de Zafar la capital dels himyarites i al nord del uadi Bana.
Donat a conèixer el lloc per la població local, va ser excavada per iemenites del 2000 al 2004 i es va descobrir un temple sudaràbig (entre segles I i IV) amb alguns objectes de culte; també es van trobar estructures per habitar i sistemes de reg i algunes tombes. Diverses peces de ceràmica i objectes esculpits en bronze o pedra, inspirats en l'art romà. No es van trobar inscripcions. A l'excavació d'al-Kitab, prop de Zafar, es va trobar un lloc de la mateixa època (2004-2006). I no gaire lluny, a al-Usaybiyya (comarca de Yarim), excavada el 2004-2006, es van trobar ceràmiques, tombes i restes estructurals.